# Hôpital d'Ottawa
 (octobre 2024).
Si vous disposez d'ouvrages ou d'articles de référence ou si vous connaissez des sites web de qualité traitant du thème abordé ici, merci de compléter l'article en donnant les références utiles à sa vérifiabilité et en les liant à la section « Notes et références ».
L'hôpital d'Ottawa est un hôpital canadien situé à Ottawa, en Ontario. Il est affilié à l'Université d'Ottawa et géré au titre d'une association à but non lucratif.

## Historique
Le premier hôpital général d'Ottawa fut fondé en 1845 par Élisabeth Bruyère et les Sœurs grises de Montréal. Elles furent aidées par une poignée de médecins dont notamment l'ancien maire d'Ottawa et député franco-ontarien Pierre Saint Jean qui instaura le bilinguisme dès le début.
L'hôpital moderne d'Ottawa est né dans les années 1990, à la suite du regroupement, par le premier ministre de l'Ontario, Mike Harris, des quatre anciens hôpitaux d'Ottawa, l'hôpital Grace, l'hôpital Riverside, l'hôpital Civic d'Ottawa et l'hôpital Général d'Ottawa.

## Présentation générale
L'hôpital d'Ottawa s'occupe de plus d'un million de patients par an et offre 1195 lits.
Le centre hospitalier d'Ottawa est également un campus universitaire affilié à l'Université d'Ottawa et qui accueille des bâtiments universitaires ainsi que l'Institut des yeux et le Centre hospitalier pour enfants de l’est de l’Ontario qui est un établissement de soins pédiatriques et un centre de recherche médical.
L'hôpital d'Ottawa possède tous les services hospitaliers des hôpitaux ainsi que plusieurs services spécialisés :
- Centre de santé pour les femmes
- Centre d'endocrinologie et du diabète
- Institut de cardiologie
- Institut de l’œil
- Le Centre de réadaptation
- Médecine familiale
- Programme de cancérologie

L'hôpital d'Ottawa est également le lieu de l'Institut de recherche de l'hôpital d'Ottawa (IRHO).

## Personnalités célèbres
- Durant la Seconde Guerre mondiale, la Famille royale néerlandaise trouva refuge au Canada. La reine Juliana des Pays-Bas donna naissance à Margriet des Pays-Bas. La maternité fut alors temporairement déclarée extraterritoriale par le gouvernement canadien, afin que la princesse n'ait que la nationalité néerlandaise (et non, en plus, la nationalité canadienne, en vertu du droit du sol).
- L'acteur et réalisateur canadien Dan Aykroyd y est né.
- Justin Trudeau, premier ministre du Canada de 2015 à 2025, est né à l'hôpital Civil d'Ottawa.